# 40 piosenek Nataszy Zylskiej
40 piosenek Nataszy Zylskiej – czwarty album kompilacyjny Nataszy Zylskiej wydany w formie dwupłytowego albumu CD przez Polskie Nagrania w 2012 roku. Płyta zawiera komplet nagrań artystki dokonanych dla wytwórni, z wyjątkiem utworu pt. Foxtrot deszczowy.

## Lista utworów
1 CD:
1. Baiao bongo (Heinz Gietz – Zygmunt Sztaba)
2. Pik, pik, pik (Władysław Szpilman – Bronisław Brok)
3. Kasztany (Zbigniew Korepta – Krystyna Wodnicka)
4. Mój mąż łowi ryby (Ben Weisman – Mirosław Łebkowski)
5. Pikulina (Wiktor Stryjkowski – Janusz Odrowąż)
6. Soho mambo (Jan Czekalla – Andrzej Tylczyński)
7. Czekolada (Vic Mizzy – Ola Obarska)
8. Marianna (Richard Dehr, Frank Miller, Terry Gilkyson – Anna Jakowska)
9. Kot (Jerzy Mart, Adam Markiewicz – Andrzej Tylczyński)
10. Kukurydza (Hanna Skalska – Kazimierz Szemioth)
11. Kobieta i mężczyzna (Dick Gleason – Tadeusz Śliwiak) [duet z Januszem Gniatkowskim]
12. To tylko tu (Heinz Gietz – Jan Świąć) [duet z Janem Dankiem]
13. Sześć dziewcząt i jeden Juan (Jan Czekalla – Andrzej Tylczyński)
14. Maeckie boogie (Michael Jary – Andrzej Waligórski)
15. Piotruś (Tobby Lüth, Charles Nowa, Paul Giese – Irena Jesionek)
16. Klipsy (Hanna Skalska – Kazimierz Szemioth)
17. Skromna panienka (Bob Merrill – Anna Jakowska)
18. Ja nie mogę tamtej drugiej znieść (Adam Wiernik, Bogusław Klimczuk – Jan Gałkowski, Bogusław Choiński)
19. Już dawno domyśliłam się (Edward Olearczyk – Jan Gałkowski, Mirosław Łebkowski)
20. Chociaż raz powiedz nie (Marek Sart – Zbigniew Kaszkur, Zbigniew Zapert)
21. Jesienna piosenka (S. Righi – Zygmunt Sztaba)
22. Buona sera, signorina (Peter De Rose – Anna Jakowska)
23. O mein papa (Paul Burkhard – Zbigniew Stawecki)

2 CD:
1. Mexicana (Władysław Pawelec – Zbigniew Kaszkur, Zbigniew Zapert)
2. Kakaowe mambo (Waldemar Kazanecki – Anna Jakowska)
3. Karnawał w Rio (Waldemar Kazanecki – Anna Jakowska)
4. Klementynka bawi się (Adam Markiewicz, Jerzy Mart – Bogusław Choiński, Jan Gałkowski)
5. Sam by nie tańczył samby (Hanna Skalska – Kazimierz Szemioth)
6. Jesienna rumba (Hanna Skalska – Kazimierz Szemioth)
7. Za szybą mgły (Waldemar Kazanecki – Anna Jakowska)
8. Trzy kurki (Bill Haley, Marshal Lytle, Billy Williamson – Anna Jakowska)
9. Abrakadabra (Waldemar Kazanecki – Anna Jakowska)
10. Zatańczcie sambę (Otto Majoli – Anna Jakowska)
11. Mambo Italiano (Bob Merrill – Anna Jakowska)
12. Bambu-Calambu (trad. – Janusz Odrowąż)
13. Dziesięć lilii Johna Browna (Bill Haley – Anna Jakowska)
14. Pożyteczna chmurka (Walter Kubiczek – Mirosław Łebkowski)
15. Plamy na suficie (Hanna Skalska – Kazimierz Szemioth)
16. Choć wiem (Hanna Skalska – Kazimierz Szemioth)
17. Jutro (O. Busse – Jan Gałkowski)
18. Ulubiony Dixieland (Waldemar Kazanecki – Anna Jakowska)
19. Ju-bi-ju-ba (Ferraldo – Anna Jakowska)
20. Halo, hula-hop (Jan Pasierb-Orland – Kazimierz Winkler)
21. Tygrysiątko (Bogusław Klimczuk – Bogusław Choiński, Jan Gałkowski)
22. Po co szukać wiatru w polu (Hanna Skalska – Jacek Bocheński (pseudonim Adam Hosper))
23. Jo i wiatr (Alan Guziński – Tadeusz Śliwiak)

## Charakterystyka albumu
Album 40 piosenek Nataszy Zylskiej zawiera wszystkie nagrania Nataszy Zylskiej dokonane w studiu Polskich Nagrań w Warszawie (z wyjątkiem utworu Foxtrot deszczowy). Na płycie opublikowano również siedem dodatkowych utworów, które nie ukazały się na płytach Polskich Nagrań nagrane dla Polskiego Radia w latach 50. Płyta stanowi najpełniejszy zbiór nagrań artystki z lat jej działalności artystycznej w Polsce. 16 czerwca 2015 roku płyta została opublikowana w serwisach streamingowych.

## Muzycy
- Natasza Zylska – śpiew
- Chór Beltono – śpiew
- Orkiestra Taneczna Polskiego Radia p/d Jana Cajmera
- Orkiestra Taneczna Polskiego Radia p/d Kazimierza Turewicza
- Orkiestra Taneczna Polskiego Radia p/d Edwarda Czernego
- Orkiestra Taneczna Waldemara Kazaneckiego
- Septet Instrumentalny Juliusza Skowrońskiego
- Zespół Instrumentalny Józefa Mazurkiewicza
- Zespół Instrumentalny Alana Guzińskiego

## Realizatorzy
- Rekonstrukcja nagrań – Anna Wojtych
- Redakcja – Jan Antoni Koliński, Artur Olszar

## Okładka
- Zdjęcia na okładce pochodzą z prywatnego archiwum Artura Olszara
- Projekt graficzny – Joanna Franczykowska